# Đipi
Đipi (cyr. Ђипи) – wieś w Bośni i Hercegowinie, w Republice Serbskiej, w gminie Višegrad. W 2013 roku liczyła 2 mieszkańców.